# ゆきだるまかぞく
「ゆきだるまかぞく」は、日本の歌。2014年12月 - 2015年1月、NHKの『みんなのうた』で放送。作詞：おーなり由子、作曲：知久寿焼、編曲：栗原正己・知久寿焼、歌：知久寿焼。

## 概要
知久寿焼の『みんなのうた』出演は23年ぶり2回目で、前回は「たま」活動中に出演した「そんなぼくがすき」で、2003年の「たま」解散後及び単独での出演は初めてである。
『みんなのうた』におけるアニメーションの映像は、堀口忠彦などが制作を手掛けた。1973年からの常連だった堀口は、本作をもって番組から退いた。
2015年1月には本楽曲と連動する形で『おかあさんといっしょ』で、「ゆきだるまのルー」（作詞：おーなり由子、作曲：栗原正己、歌：横山だいすけ・三谷たくみ）を放送。
2015年1月7日には、「ゆきだるまかぞく」と「ゆきだるまのルー」を収録した両A面マキシシングルが発売された。